# Louis Mountbatten, 1.º Conde Mountbatten da Birmânia
Louis Francis Albert Victor Nicholas Mountbatten, 1.º Conde Mountbatten da Birmânia KG GCB OM GCSI GCIE GCVO DSO PC FRS (Windsor, 25 de junho de 1900 – Mullaghmore, 27 de agosto de 1979), nascido como príncipe Luís de Battenberg, foi um estadista, oficial naval, administrador colonial britânico, tio materno do príncipe Filipe, Duque de Edimburgo, e primo em segundo grau do rei Jorge VI, além de irmão da rainha consorte Luísa da Suécia. 
Ele foi Supremo Comandante Aliado do Sudeste da Ásia durante a Segunda Guerra Mundial. Mountbatten também foi o último vice-rei da Índia e o primeiro governador-geral do independente Domínio da Índia, do qual a moderna Índia surgiu. De 1954 a 1959 foi o Primeiro Lorde do Mar, uma posição que havia sido ocupada quarenta anos antes por seu pai, Luís de Battenberg. Em seguida serviu como Chefe do Gabinete de Defesa, se aposentando em 1965. Mountbatten, junto com outras três pessoas, incluindo seu neto Nicholas, foram assassinados em 1979 pelo Exército Republicano Irlandês, que havia colocado uma bomba em seu barco de pesca, o Shadow V.

## Vida familiar
Mountbatten nasceu em Frogmore House, Windsor, Inglaterra, como Sua Alteza Sereníssima príncipe Louis de Battenberg. Ele era o segundo filho do príncipe Luís de Battenberg e de sua esposa, Vitória de Hesse e Reno. Seus avós maternos foram Luís IV, Grão-Duque de Hesse e a princesa Alice do Reino Unido. Seus avós paternos foram o príncipe Alexandre de Hesse e Reno e a princesa Julia de Hauke.
Ele tinha três irmãos mais velhos: a princesa Alice (mãe do príncipe Filipe), a rainha Luísa da Suécia e George Mountbatten, 2.º Marquês de Milford Haven.
Seu pai era First Sea Lord durante a explosão da Primeira Guerra Mundial, mas o predominante e extremo sentimento antigermânico o obrigaram a renunciar. Em 1917, quando a família real aboliu o uso de nomes e títulos germânicos, o príncipe Louis de Battenberg (seu pai) passou a se chamar Louis Mountbatten, 1.º Marquês de Milford Haven. Como filho de um marquês, Louis adquiriu o título de cortesia de Lorde, passando a ser Lorde Louis Mountbatten. Durante a infância, ele visitou a corte imperial da Rússia, em São Petersburgo, Rússia.

## Carreira

### Início
Mountbatten serviu à Marinha Real durante a Primeira Guerra Mundial. Em 1922, ele acompanhou Eduardo, então Príncipe de Gales, numa viagem real à Índia (onde ele conheceu sua futura esposa, Edwina Ashley) e consolidou uma firme amizade com o príncipe. Suas relações com Edward decaíram durante o final de 1936, isto é, quando o príncipe assumiu como Eduardo VIII, e durante a crise da abdicação, provocada pelo desejo do príncipe de casar-se com a norte-americana divorciada Wallis Simpson. Com o intuito de salvar a monarquia, Mountbatten apoiou o irmão de Eduardo, o Duque de York, que foi obrigado a ascender ao trono como Jorge VI.

### Segunda Guerra Mundial

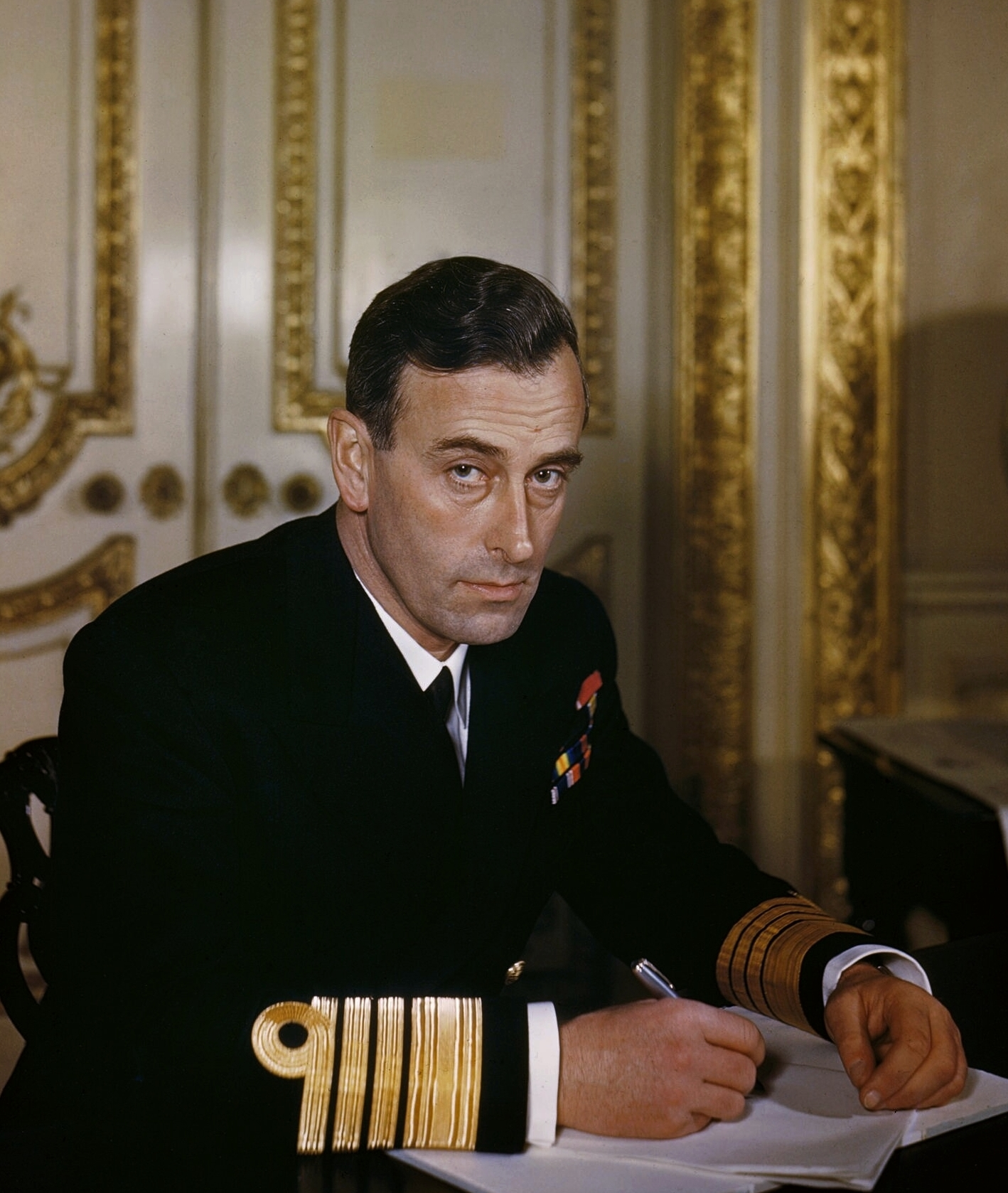
Mountbatten durante a Segunda Guerra Mundial

Durante a Segunda Guerra Mundial, Mountbatten comandou o 5.º contratorpedeiro Flotilla. Seu navio, o contratorpedeiro HMS Kelly, ficou famoso por suas muitas e ousadas façanhas. Em maio de 1940, Mountbatten liderou uma escolta em pleno nevoeiro para evacuar as forças aliadas participando na campanha de Namsos. Seu navio afundou durante a campanha de Creta. Ainda em 1940, ele inventou a Mountbatten Pink, um pigmento de camuflagem naval.
Em agosto de 1941, Mountbatten foi designado capitão do HMS Illustrious, o qual atracou em Norfolk, Virgínia, Estados Unidos, para reparos devido às operações realizadas em janeiro no Mediterrâneo. Durante este período de relativa inatividade, ele visitou Pearl Harbour, onde não ficou satisfeito com o pobre estado de presteza e falta geral de cooperação entre armada britânica e a marinha americana.
Mountbatten era um favorito de Winston Churchill, embora este tenha ficado aborrecido com o papel de Mountbatten na Independência da Índia. Em 27 de outubro de 1941, ele substituiu Roger Keyes como Chefe das Operações Combinadas. Ele promoveu pessoalmente a desastrosa Dieppe Raid (Batalha de Dieppe, (19 de agosto de 1942). Alguns membros do exército aliado, dentre eles o notável Bernard Montgomery, acharam que a batalha tinha sido mal concebida desde o início. As consequências foram a captura e o ferimento de milhares de soldados, cuja maioria era canadense.
Consequentemente, Mountbatten tornou-se uma figura litigiosa no Canadá, fazendo com que suas relações com veteranos canadenses ficassem frígidas até sua morte (1979) e com que aumentasse o distanciamento do Canadá do Reino Unido nos anos pós-guerra. Apesar disso, em 1946, um corpo de cadetes foi nomeado a partir dele, em Sudbury, Ontário.
No final de 1942, Mountbatten propôs o Projeto Habakkuk para Churchill, mas nunca foi executado. Em outubro de 1943, o primeiro-ministro designou Mountbatten como Comandante Supremo Aliado nas campanhas da Guerra do Pacífico em Índia, Birmânia, Tailândia, Indonésia, Malásia e Singapura, um posto que ele ocupou até que o comando do sudeste da Ásia fosse dispersado em 1946. Durante o seu comando, supervisionou-se a recaptura da Birmânia (atual Myanmar) aos japoneses pelo general William Slim.

### O último vice-rei
Sua experiência na região e particularmente suas simpatias com o Partido Trabalhista fizeram com que o primeiro-ministro Clement Attlee o apontasse Vice-Rei da Índia, depois da Segunda Guerra. Mountbatten supervisionou a concessão da independência para um Índia dividida entre Índia e Paquistão (nos anos seguintes, a Índia pré-independência com frequência era chamada de "Índia Britânica". Antes da divisão e da independência, a "Índia Britânica" referia-se àquelas partes da Índia que eram diretamente administradas pelos britânicos; em oposição àquelas porções da Índia pré-independência que estavam sob controle de príncipes indianos).
Ele desenvolveu uma forte relação com príncipes indianos, que tiveram uma forte confiança nele. Com base nessa relação e com a monarquia britânica, Mountbatten persuadiu a maioria deles a aceder aos novos estados de Índia e Paquistão. Isso era muito importante para chegar à independência da Índia, embora ultimamente a Índia pós-independência e o Paquistão tenham abolido suas prerrogativas. As províncias da "Índia Britânica" estiveram em geral automaticamente loteadas de modo idêntico à Índia pós-divisão ou ao Paquistão, em base na religião da maioria de tais províncias. A acessão dos principados para um ou para outro dos dois países esteve à vontade de seus respetivos príncipes. Um hindu, o marajá, Hari Singh, escolheu aceder a Índia apesar da maioria dos cidadãos de Jammu e Caxemira ser de religião muçulmana.
Jawaharlal Nehru, o líder do Partido do Congresso Nacional Indiano, era um hindu de Jammu e Caxemira que tinha o interesse de reter Jammu e Caxemira para a Índia. Mountbatten se dava extremamente bem com Nehru, mas não com Muhammad Ali Jinnah, líder da Liga Islâmica, que era a favor da divisão da Índia, um fator que complicou a questão.
Com a amizade de Nehru e com as relações amigáveis com Mahatma Gandhi, mas incapaz de exercer seu famoso charme em Jinnah, Mountbatten rapidamente desistiu da esperança de salvar uma Índia unificada e independente, conformando-se com a divisão num Paquistão pós-independência e em Bharat (Índia). Depois da independência (ocorrida na madrugada entre 14 e 15 de agosto de 1947, celebrada no dia 14 no Paquistão e no dia 15 na Índia), Mountbatten permaneceu em Nova Deli durante dez meses, servindo como o primeiro dos dois governadores gerais da Índia independente até junho de 1948 (a monarquia foi abolida em 1950 e o ofício de governador-geral da Índia, suplantado pela presidência não-executiva).

### Carreira depois da Índia

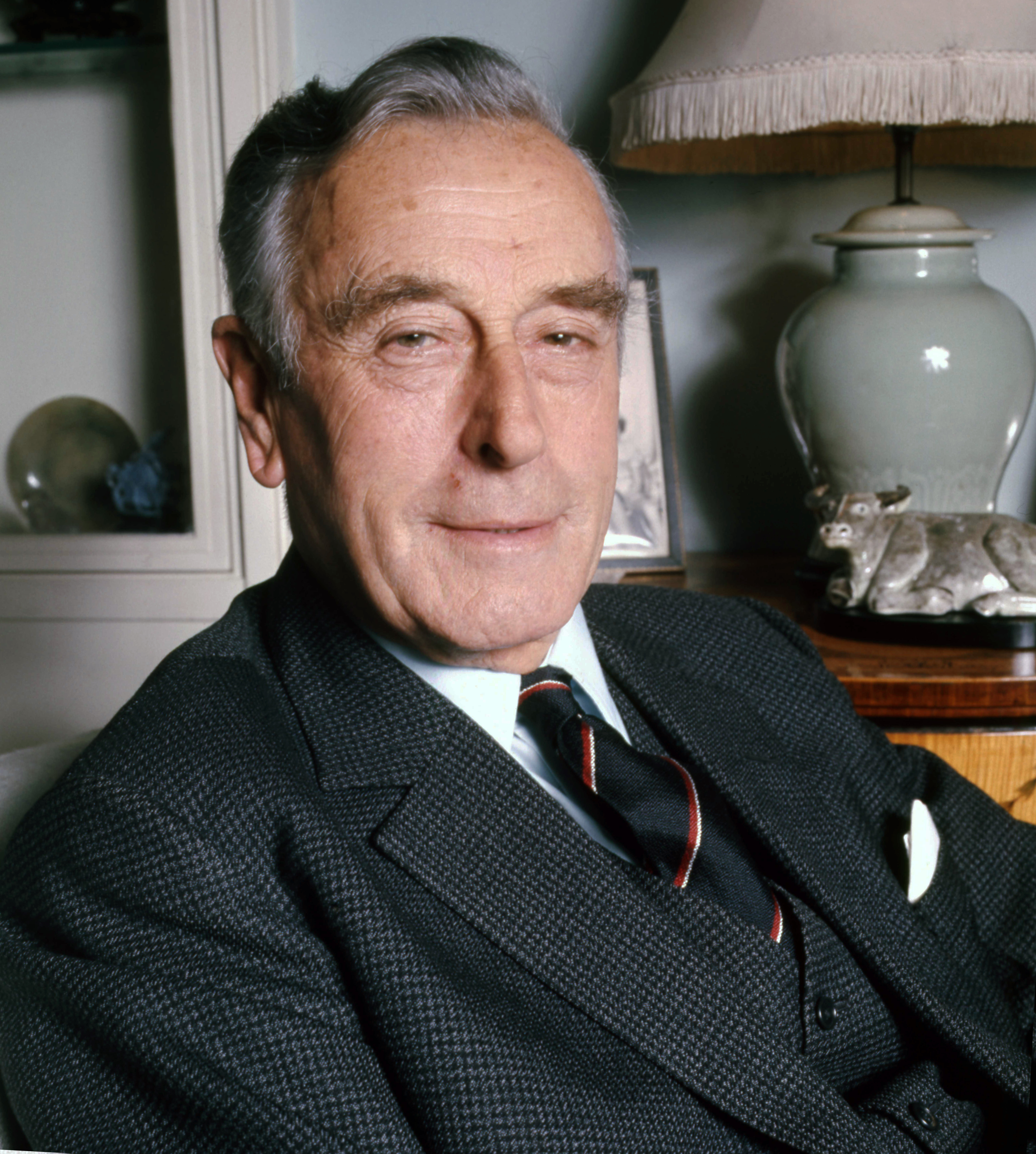
Mountbatten em 1972, fotografado por Allan Warren

Depois de seus compromissos na Índia, Mountbatten serviu à Esquadrilha Mediterrânea e como oficial de estado-maior no Supremo Tribunal da Marinha. Ele tinha orgulho e prazer em servir como First Sea Lord e como Chief of the Defence Staff (1959-1965).
É dito que, em 1967, Mountbatten atendeu a um encontro com o barão da imprensa e agente do MI5 Cecil King e o conselheiro científico do governo, Solly Zuckerman. King queria organizar um golpe contra o governo trabalhista de Harold Wilson, então em crise, e incitou que Mountbatten se tornasse o líder de um governo de salvação nacional. Aparentemente, ele considerou a ideia do golpe, mas Zuckerman chamou-lhe a atenção de que isto era traição. Mountbatten então ficou relutante. Alegações a respeito de uma conspiração do M15 contra Wilson tem sido investigadas há muito tempo, mas nenhuma evidência confiável foi descoberta.
Em 1974, a rainha o titulou lorde-tenente da Ilha de Wight, posição que manteve até sua morte. De 1967 até 1978, Mountbatten tornou-se presidente da United World Colleges, um grupo de 12 escolas internacionais que proporciona interação entre jovens de diferentes países, trabalhando e vivendo juntos. A presidência foi passada para Charles, Príncipe de Gales, posteriormente.

## Vida pessoal

### Relação com o Duque de Windsor

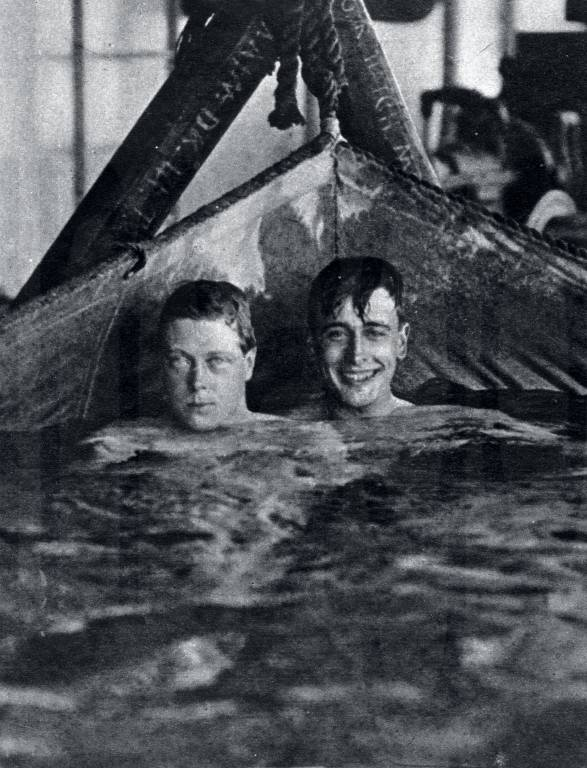
O Príncipe de Gales e Mountbatten durante a Royal Tour 1920

Mountbatten matinha uma relação muito próxima com o primo, o então Príncipe de Gales, filho do rei Jorge V do Reino Unido, e futuro Duque de Windsor. Mountbatten até mesmo foi escolhido para acompanhar o primo durante a Royal Tour 1920, uma série de viagens entre Austrália e Nova Zelândia; numa posterior tour, em 1921, acompanhando o primo entre Japão e Índia, Mountbatten conheceu sua futura esposa Edwina Ashley; Posteriormente, em 1922, o então Príncipe de Gales foi padrinho de casamento do casal, descrito como "o casal do ano". Após o primo abdicar ao torno para se casar com uma divorciada, Wallis Simpson, a relação entre ele e Mountbatten esfriou, Mountbatten o considerou egoísta e com o intuito de salvar a monarquia, apoiou a ascensão de Jorge VI ao trono, mantendo uma relação cordial com o novo monarca, mas cultivando uma relação não tao próxima com a esposa do mesmo, Isabel Bowes-Lyon.

### Sexualidade
Entre círculos sociais da alta sociedade britânica Mountbatten era conhecido por manter relacionamentos com amantes de ambos os sexos, bem como "Mountbottom", uma paranomásia em inglês da palavra bottom que pode significar "passivo", termo geralmente usado para se referir à posição da pessoa que é penetrada numa relação sexual homossexual. Elizabeth, Baronesa Decies descreveu Mountbatten como "homossexual e com uma perversão para com meninos jovens". John Barratt, secretário privado de Mountbatten por vinte anos, contestou tais alegações.
De acordo com sua filha Pamela Hicks, no livro da mesma Daughter of Empire: Life as a Mountbatten (2012), Mountbatten teria tido um caso com a socialite Yola Letellier, também casada. Mountbatten também teria mantido relações amorosas com a atriz Shirley MacLaine.
No documentário Lord Mountbatten: Hero or Villain? (2020), da rede britânica de televisão Channel 5, a sexualidade de Mountbatten é abordada. No documentário Allan Warren, fotógrafo britânico que fotografou Mountbatten, diz que Mountbatten "provavelmente era bissexual, na juventude" e descarta rumores de uma possível ligação amorosa entre os dois.

### Casamento aberto

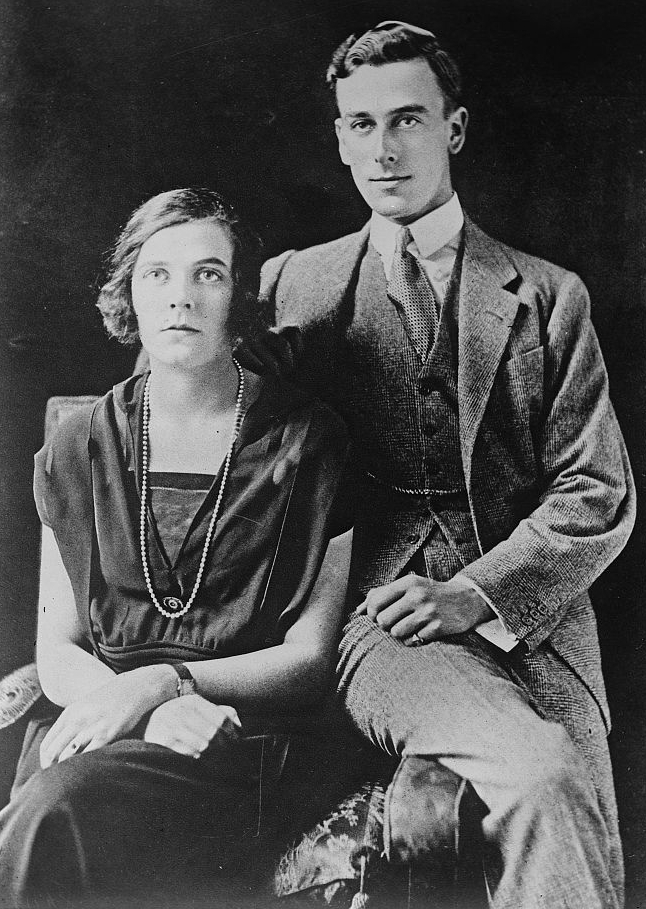
Mountbatten e esposa Edwina

Em 18 de julho de 1922, Mountbatten casou-se com Edwina Ashley, filha de Wilfred Ashley, depois 1.º Barão Mount Temple. Ela era a neta favorita do magnata judeu britânico Sir Ernest Cassel e principal herdeira de sua fortuna. Eles tiveram duas filhas: Patricia e Pamela.
Segundo uma biografia oficial amplamente documentada de Philip Ziegler, o casamento estava completamente tempestuoso, com adúltera licenciosidade de ambos os lados. Particularmente, durante a década de 1930, ambos admitiram muitos casos amorosos. Edwina teve um longo e conhecido relacionamento íntimo com Jawaharlal Nehru, mas a filha de ambos, Pamela Hicks, em seu livro  Daughter of Empire: Life as a Mountbatten (2012), aborda que a relação era apenas platônica.
Ao longo de seu casamento Edwina teria mantido relações amorosas com Hugh Molyneux, 7.º Conde de Sefton, o jogador de polo Stephen Sanford, o ator hollywoodiano Larry Gray, o cavaleiro Michael Wardell, o ator e cantor afro-americano Paul Robeson, e o cantor granadino Leslie Hutchinson, com quem teria mantido um affair por trinta anos e a quem teria presentado com bijuteria em formato de um pênis incrustada de joias.
Posteriormente, a filha do casal, Pamela, expôs que foi Edwina quem cometeu a primeira infidelidade dentro do casamento, deixando Mountbatten devastado.
De acordo com o biógrafo Andrew Lownie, em seu livro The Mountbattens: The Lives and Loves of Dickie and Edwina Mountbatten (2019), Mountbatten uma vez disse sobre seu casamento: "Edwina e eu passamos todo nosso casamento dormindo em camas de outras pessoas". Lownie ainda destaca que o casal optou por manter um casamento aberto para evitar o escrutínio da sociedade londrina, que, na altura, condenava veemente o divórcio, e poupar suas imagens públicas.

### Mentor do Príncipe de Gales
Mountbatten foi uma forte influência na educação de seu sobrinho-neto Carlos, Príncipe de Gales. Segundo a biografia de Carlos por Jonathan Dimbleby, eles chamavam um ao outro de "Avô Honorário" e "Neto Honorário". Mountbatten encorajou Carlos a usufruir da vida de solteiro enquanto podia e a casar-se com uma jovem inexperiente, para garantir uma vida de casado estável. Em 1981, Carlos casou-se com lady Diana Spencer, uma aristocrata protestante.

### Póstumas alegações de abuso sexual
Em 20 de agosto de 2019, arquivos se tornaram públicos mostrando que o FBI sabia na década de 1940 que Mountbatten era um suposto pedófilo.
Norman Nield, motorista de Mountbatten de 1942 a 1943, teria dito ao tabloide New Zealand Truth que transportou meninos de 8 a 12 anos, que foram solicitados pelo almirante para a residência oficial de Mountbatten, e que foi pago para manter-se em silêncio. Robin Bryans também afirmou à revista irlandesa Now que Mountbatten e Anthony Blunt, junto com outros, faziam parte de um grupo secreto que organizada orgias homossexuais e buscava meninos em seu primeiro ano em escolas públicas, como a Portora Royal School. Ex-residentes da Kincora Boys' Home ("Lar de Meninos Kincora") em Belfast afirmaram que eles foram traficados para Mountbatten no Castelo Classiebawn, sua residência em Mullaghmore, Condado de Sligo.
 Essas alegações foram rejeitadas pela Historical Institution Abuse (HIA). A HIA afirmou que o artigo que fez as alegações originais "não forneceu nenhuma fonte para as acusações contra qualquer uma dessas pessoas [Mountbatten e outros] que estariam envolvidas com o escândalo de Kincora.

## Morte
Em 27 de agosto de 1979, enquanto estava de férias em sua propriedade de verão em Mullaghmore, County Sligo, na República da Irlanda, Mountbatten foi assassinado pela explosão de uma bomba, implantada em seu barco na baía de Donegal. O IRA admitiu ter sido o responsável pelo atentado. Outros mortos no local foram:
- A baronesa-viúva Brabourne, a sogra de sua filha mais velha, lady Patricia Mountbatten. (83 anos)
- Nicholas Brabourne, último filho de lady Patricia (14 anos)
- Paul Maxwell, um garoto local que desempenhava algumas funções no barco (16 anos)

O assassinato de Mountbatten ocorreu no mesmo dia da morte de dezoito soldados britânicos, do Regimento Parachute (infantaria aerotransportada da Armada Britânica). O presidente da República da Irlanda, Patrick Hillery e o taoiseach (chefe de Estado) Jack Lynch, atenderam o serviço memorial de Mountbatten na Catedral de St. Patrick, em Dublin. Em 23 de novembro de 1979, Thomas McMahon foi sentenciado à prisão pelo assassinato, mas foi solto em 1998, pelo Acordo de Belfast. Mountbatten foi sepultado na Abadia de Romsay, em Hampshire, Inglaterra, e as cerimônias fúnebres, na Abadia de Westminster, foram transmitidas via televisão.

Brasão de armas do príncipe Louis Mountbatten, 1.º Conde Mountbatten da Birmânia.

## Títulos
- 25 de junho de 1900 – 14 de julho de 1917: Sua Alteza Sereníssima, Príncipe Luís de Battenberg
- 14 de julho de 1917 – 7 de novembro de 1917: Sir Louis Mountbatten
- 7 de novembro de 1917 – 1946: Lorde Louis Mountbatten
- 1946 – 1947: O Muito Honorável, Visconde Mountbatten da Birmânia
- 1947 – 1979: O Muito Honorável, Conde Mountbatten da Birmânia